# Vosje (insect)
Het vosje (Andrena fulva) is een vliesvleugelige die behoort tot de bijen. De wetenschappelijke naam Andrena armata wordt ook wel gebruikt.

## Kenmerken
De naam is te danken aan de vos-bruine beharing op de bovenzijde van de bij, de flanken en onderzijde heeft een zwarte kleur beharing. Door de lange, dichte beharing lijkt de soort op een hommel. Verder is het vosje gekenmerkt door een vrij gedrongen lichaam, langwerpige ogen, korte voelsprieten en vlies-achtige vleugels die in rust op de rug worden gevouwen. De maximale lengte is ongeveer 12 tot 13 millimeter.

## Algemeen
Het vosje behoort tot de zandbijen (geslacht Andrena). Deze zijn solitairen kennen geen nesten met een scheiding tussen koningin en werksters. De vrouwtjes maken het nest waarin de eitjes worden afgezet wel in groepen bij elkaar, in zanderige gronden. De nesten worden soms ook wel in de tuin aangetroffen, en lijken op de zandhoopjes die mieren maken; een klein, kegelvormig hoopje aarde met een gaatje in het midden. Door de opvallend gekleurde beharing is deze soort nauwelijks te verwarren met andere soorten. Het vosje is een algemene soort die zowel op meer begroeide plaatsen als wat schralere gronden te vinden is. Een echte voorkeur heeft het vosje niet wat betreft bloemen, al vliegt hij graag op Ribes-soorten zoals kruisbes. Tuinders zijn blij met de bijen; door hun dichte en lange beharing zijn het goede bestuivers die van maart tot mei te zien zijn.
Naast een bij is het vosje ook een sterrenbeeld.

## Externe links

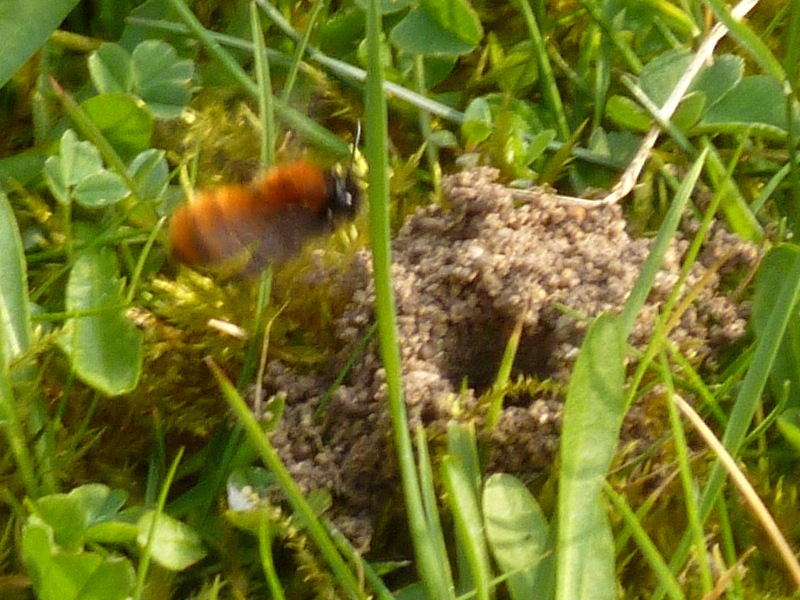
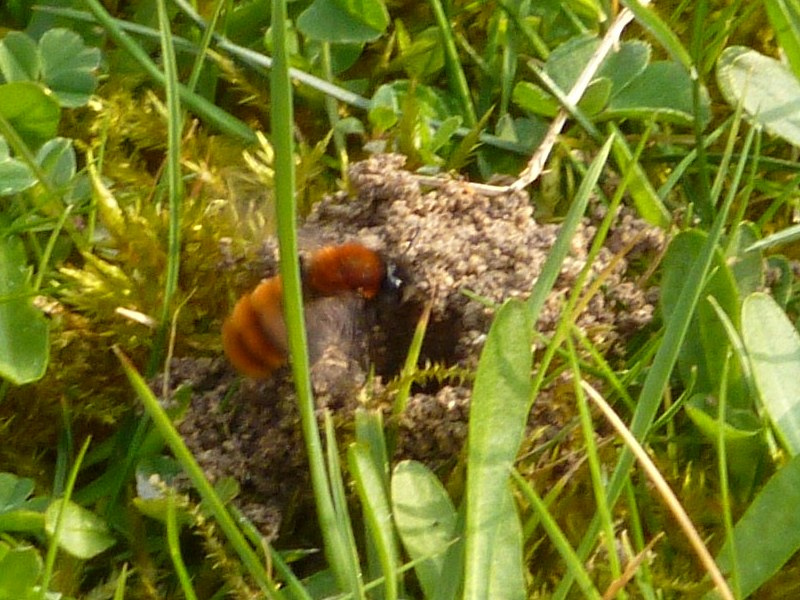
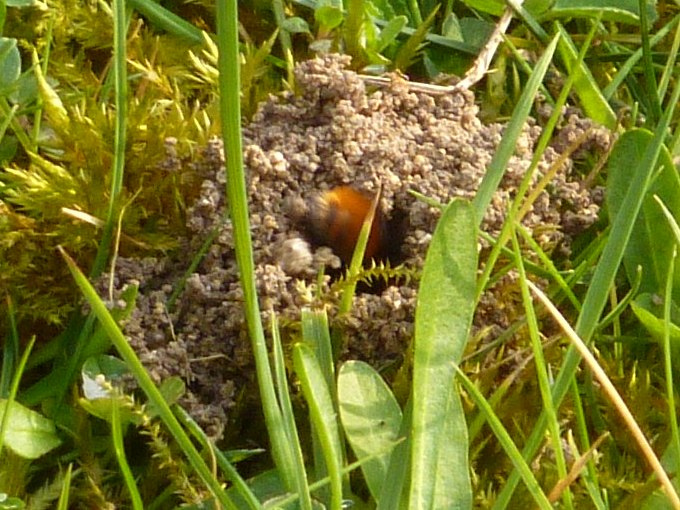